# Pacific Northwest

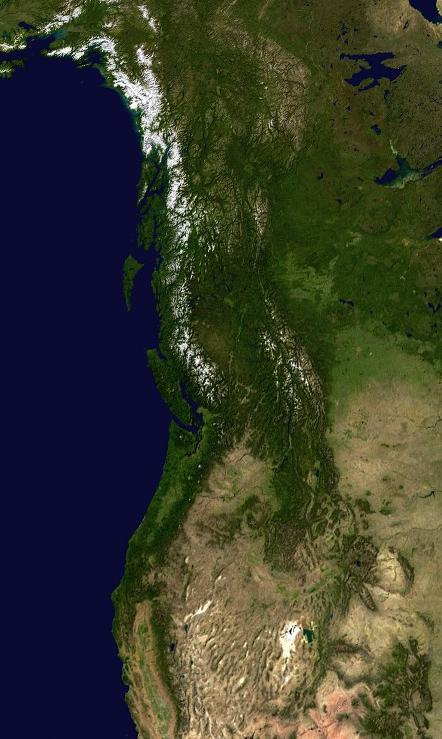
Pacific Northwest från rymden.

Pacific Northwest är en region i nordvästra Nordamerika som gränsar till Stilla havet i väst. Regionen inkluderar den kanadensiska provinsen British Columbia och de amerikanska delstaterna Washington och Oregon. Sydöstra Alaska, Idaho västra Montana och norra Kalifornien inkluderas ofta. 
Termen "Pacific Northwest" ska inte förväxlas med Northwest Territory (också känt som Great Northwest, en historisk term i USA) eller Northwest Territories i Kanada. Termen Northwest Coast används ofta för att beskriva kustregionerna. Termen Northwest Plateau har använts för att beskriva inlandsregionerna, dock är dessa mer kända under namnet "the Interior" i British Columbia och Inland Empire i USA.
Regionens största storstadsområde är Seattle/Tacoma, Washington som har runt 3 300 000 invånare (2000); Vancouver, British Columbia har 2 300 000; och Portland har ett invånarantal på 2 200 000.